# Muchammedkaly Abylgasijew

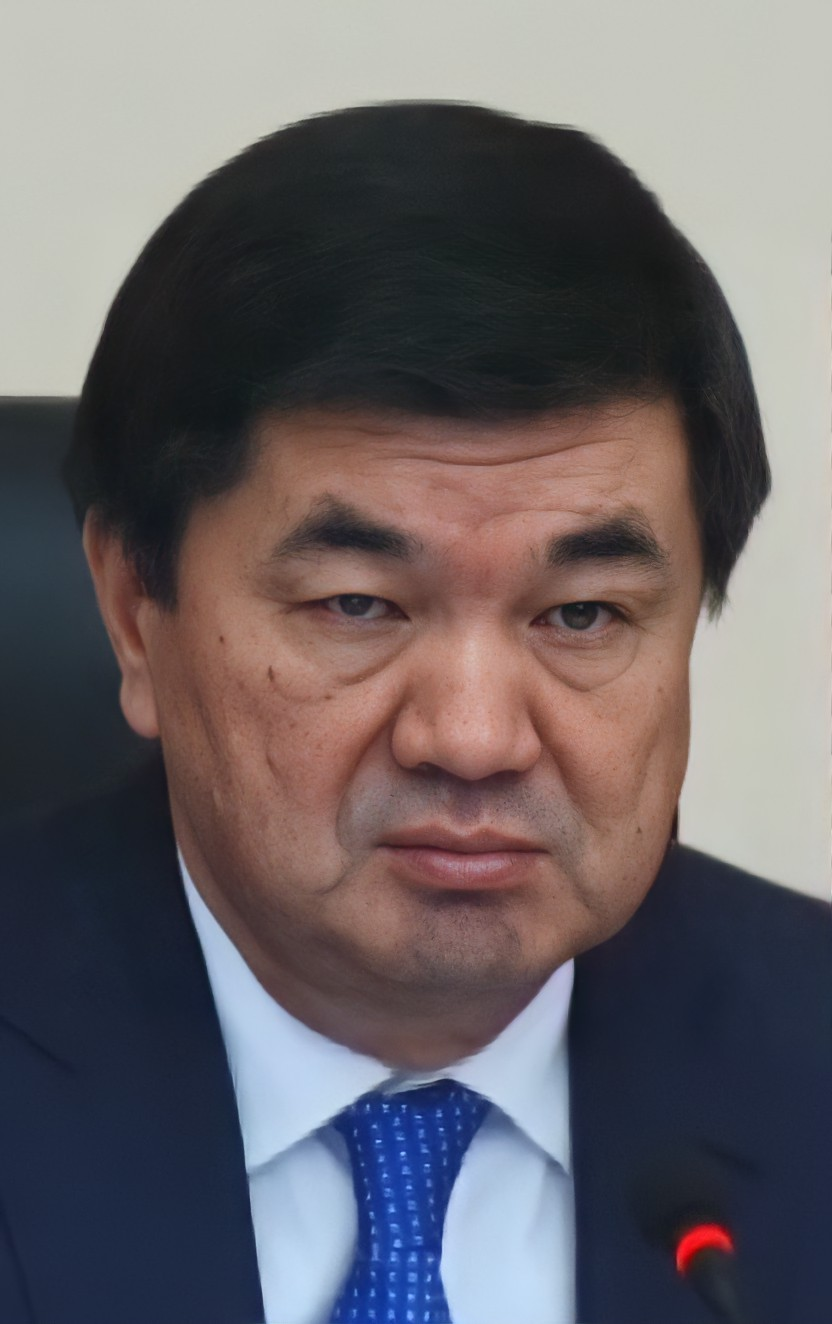
Muchammedkaly Abylgasijew, 2019

Muchammedkaly Abylgasijew (kirgisisch Мухамметкалый Абылгазиев, Muhammetkalıy Abılgaziyev; * 20. Januar 1968 im Rajon Kotschkor, Oblus Naryn, Kirgisische Sozialistische Sowjetrepublik, UdSSR) ist ein kirgisischer Politiker und Staatsmann. Er war von April 2018 bis Juni 2020 Premierminister der Republik Kirgisistan.

## Biographie
Abylgasijew studierte Anfang der 1990er Jahre Agronomie an der Konstantin Skrjabin Agraruniversität (heute die Kirgisische Nationale Agraruniversität) in Bischkek. 1997 absolvierte er das Studium der Wirtschaftswissenschaften an der Internationalen Universität Kirgisistan.
In den 1990er Jahren war Abylgasijew in der Finanzbranche für verschiedene Unternehmen tätig. Ab 1999 arbeitete er als Direktor des Beschäftigungsmanagements der Stadt Bischkek.
2003 wurde Abylgasijew zunächst Verwaltungsleiter des Sozialfonds im Oblus Tschüi. Sieben Jahre später übernahm er die Leitung des Sozialfonds der Kirgisischen Republik und befand sich in dieser Position bis 2016.
Per Dekret von Almasbek Atambajew, dem Präsidenten von Kirgisistan, wurde Abylgasijew im April 2016 zum Vize-Premierminister in der Regierung von Sooronbai Dscheenbekow ernannt. Mit dem Rücktritt von Dscheenbekow im August 2017 war Ablygasiew vier Tage stellvertretender Premierminister (22.–25. August 2017) von Kirgisistan. Anschließend fungierte er kurzzeitig als Berater von Atambajew. Dieser berief Abylgasijew am 12. September 2017 zum ersten stellvertretenden Leiter der Präsidialverwaltung.
Mit dem Sieg von Dscheenbekow bei den Präsidentschaftswahlen im Oktober 2017 löste sein Vertrauter Abylgasijew im April 2018 Sapar Dschumakadirowitsch Issakow, dessen Regierung mit einem Misstrauensvotum im Dschogorku Kengesch gestürzt wurde, als Chef der Präsidentenadministration und Premierminister der Republik Kirgisistan ab.  
Am 16. Juni 2020 trat Abylgasijew vom Amt des Premierministers zurück. Vorausgegangen war ein Skandal um den Verkauf von Funkfrequenzen. Nachfolger wurde vorerst sein Stellvertreter Kubatbek Boronow.